# Кієшд
Кієшд (рум. Chieșd) — село у повіті Селаж в Румунії. Адміністративний центр комуни Кієшд.
Село розташоване на відстані 410 км на північний захід від Бухареста, 25 км на північний захід від Залеу, 86 км на північний захід від Клуж-Напоки.

## Населення
За даними перепису населення 2002 року у селі проживали 2010 осіб.
Національний склад населення села:
| Національність | Кількість осіб | Відсоток |
| -------------- | -------------- | -------- |
| румуни         | 1730           | 86,1%    |
| угорці         | 146            | 7,3%     |
| цигани         | 134            | 6,7%     |

Рідною мовою назвали:
| Мова      | Кількість осіб | Відсоток |
| --------- | -------------- | -------- |
| румунська | 1834           | 91,2%    |
| угорська  | 145            | 7,2%     |
| циганська | 31             | 1,5%     |